# Saint Paul
Saint Paul – miasto w Stanach Zjednoczonych, stolica stanu Minnesota.
Miasto leży głównie na północnym brzegu rzeki Missisipi, w dół do rzeki Minnesota i przylega do Minneapolis będącego największym miastem stanu. Te dwa miasta tworzą aglomerację miejską Minneapolis-Saint Paul (3 mln mieszkańców), znaną jako Twin Cities.

## Historia
Założone w pobliżu historycznych indiańskich osad jako centrum handlu i transportu, miasto nabrało rozgłosu, gdy zostało stolicą Terytorium Minnesoty w 1849 roku.
Osadnictwo rozpoczęło się w dzisiejszej Landing Lambert, ale nazywanej Pig's Eye, gdy Pierre "Pig's Eye" Parrant zbudował popularną na tamte czasy tawernę. Kiedy ks. Lucien Galtier, pierwszy katolicki proboszcz w tym regionie, założył "Log Chapel of Saint Paul" (wkrótce stała się pierwszym miejscem dla Katedry św. Pawła, obecnie Sanktuarium św. Pawła Apostoła), spowodował, że osada zaczęła się nazywać się Saint Paul, jako że "Saint Paul w zastosowaniu do miejscowości lub miasta jest bardziej celowe, ta jednosylabowa nazwa jest krótka, dobrze brzmi, rozumiana jest przez wszystkie wyznania chrześcijańskie."

## Sport
- Minnesota Wild - klub hokejowy
- Minnesota Swarm - klub lacrosse
- Xcel Energy Center - hala służąca klubom
- W Saint Paul urodziła się Lindsey Vonn.

## Transport
- Port lotniczy Minneapolis-St. Paul
- St. Paul Downtown Airport
- Stacja kolejowa Midway Station  – Amtrak (linia Empire Builder)

## Miasta partnerskie
- Changsha, Chińska Republika Ludowa
- Ciudad Romero, Salwador
- Culiacán, Meksyk
- Hadera, Izrael
- Lawaaikamp, RPA
- Manzanillo, Meksyk
- Nagasaki, Japonia
- Neuss, Niemcy
- Nowosybirsk, Rosja
- Tyberiada, Izrael

## Linki zewnętrzne

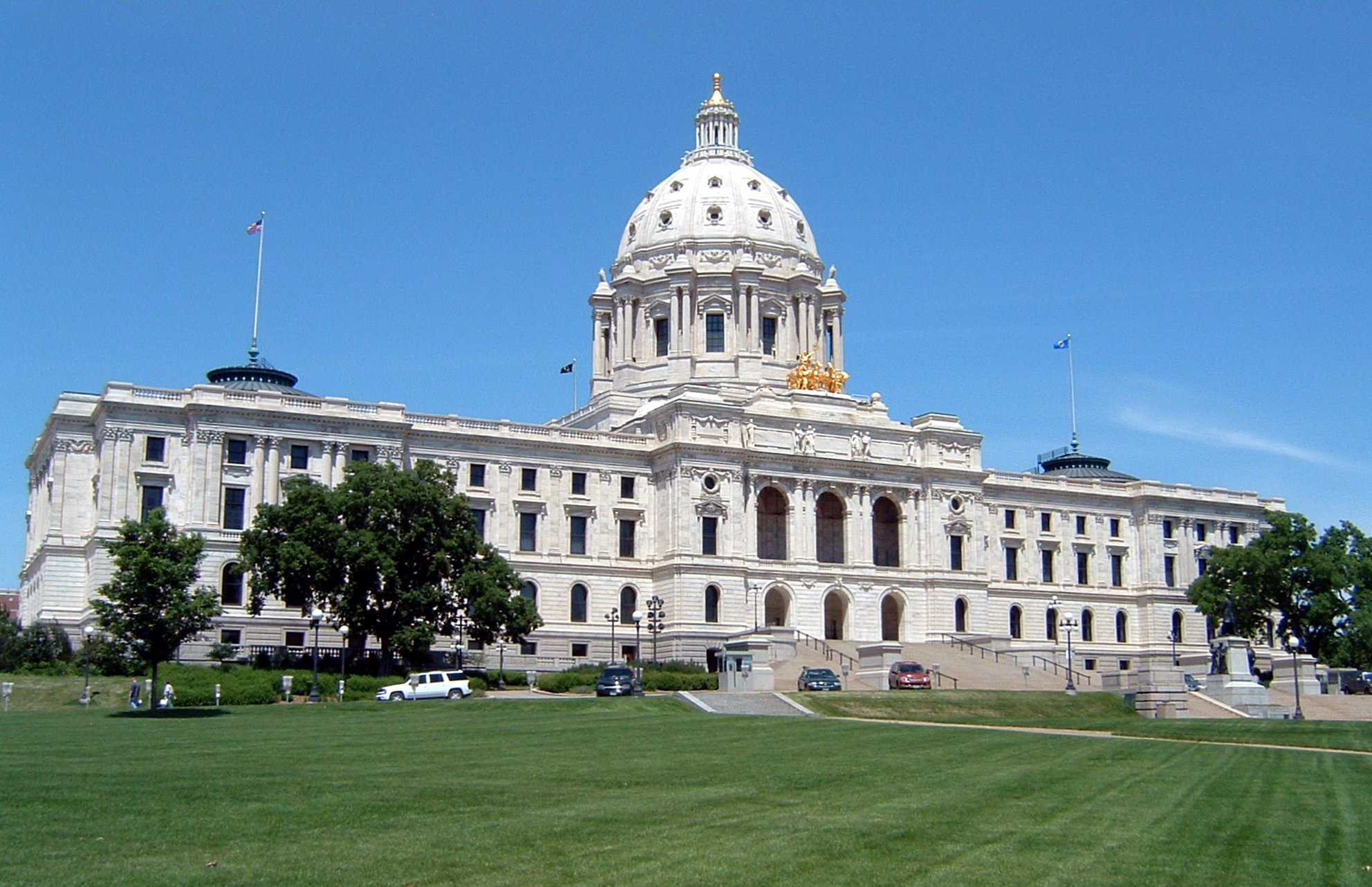
Minnesota State Capitol